# Ángel Anglada
Ángel Anglada Beinat (Madrid, 1916 - Barcelona, 15 de març 1969) fou un baríton espanyol.
Fill del mestre de cors director José Anglada, va ser un baríton que va actuar diverses temporades al Gran Teatre del Liceu en la dècada del 1940, teatre del qual posteriorment en va ser l'apuntador fins a la seva mort.